# Анічкін Віктор Іванович
Віктор Іванович Анічкін (рос. Виктор Иванович Аничкин; 8 грудня 1941, Свердловськ — 5 січня 1975, Москва) — радянський футболіст, що грав на позиції захисника. Майстер спорту СРСР міжнародного класу (1972).
Виступав, зокрема, за клуб «Динамо» (Москва), а також національну збірну СРСР.

## Клубна кар'єра
У дорослому футболі дебютував 1960 року виступами за команду клубу «Динамо» (Москва), в якій провів дванадцять сезонів, взявши участь у 322 матчах чемпіонату. Більшість часу, проведеного у складі московського «Динамо», був основним гравцем захисту команди, а з 1963 року — її капітаном.
Завершив ігрову кар'єру у нижчоліговому клубі «Динамо» (Брянськ), за команду якого виступав протягом 1972 року.
Помер 5 січня 1975 року на 34-му році життя у місті Москва.

## Виступи за збірну
1964 року дебютував в офіційних матчах у складі національної збірної СРСР. Протягом кар'єри у національній команді, яка тривала 5 років, провів у формі головної команди країни 20 матчів, забивши 1 гол.
У складі збірної був учасником чемпіонату Європи 1964 року в Іспанії, де разом з командою здобув «срібло», а також чемпіонату Європи 1968 року в Італії.

## Титули
- Чемпіон СРСР (1):

«Динамо» (Москва): 1963
- Володар Кубка СРСР (2):

«Динамо» (Москва): 1967, 1970
- Срібний призер чемпіонату Європи (1): 1964